# 溪心埧
溪心埧，又稱溪心壩，是臺灣臺中市烏日區的一個傳統地域名稱，位於該區中部偏東南。相較於今日行政區，其範圍大致包括溪埧里（或稱溪壩里）、東園里不含西北端。

## 歷史
台灣清治末期至日治初期，溪心埧地區為一街庄，稱為「溪心埧庄」，隸屬於貓羅堡。該庄北隔大里溪與阿密哩庄、五張犁庄為界，東與吳厝庄為鄰，南邊為喀哩庄，西邊為同安厝庄。
1901年（日治明治三十四年）11月，全台廢縣廳改設二十廳，該庄隸屬於臺中廳。1903年（明治三十六年）6月，該庄編入「溪心埧區」，隸屬於臺中廳。1909年（明治四十二年）10月，合併二十廳為十二廳，溪心垻區隸屬不變。1920年（大正九年），全台地方制度大改正，廢十二廳改設五州二廳，該庄改制為「溪心埧」大字，隸屬於臺中州大屯郡烏日庄。
戰後烏日庄改制為烏日鄉，隸屬於臺中縣，大字亦改制為村。1950年10月，中、彰、投分治，烏日鄉仍隸屬臺中縣。2010年12月，臺中縣市合併為直轄臺中市，烏日鄉改制為烏日區，村亦改制為里。

## 聚落
本地區發展較早的聚落有溪心埧、番仔園、高園等，在日治期初期的官方地圖上已有記載。此外，本地區尚有東勢園、昭和庄、客仔莊聚落。

## 交通
國道3號是貫穿台灣西部的兩條縱向高速公路之一，大致先以西北—東南走向蜿蜒經過溪心埧地區西南端，再以西北西—東南東走向經過本地區東南角。該道路在本地區南部邊界外緣與環中路八段交會處設有烏日交流道，由此可快速前往台灣西部各地。
市道127號（溪南路）是大雅至霧峰的道路，大致以北北西—南南東走向轉北北東—南南西走向經過本地區。由該道路向北北西轉西北可前往烏日市區、南屯、西屯、大雅並止於省道台1乙線路口，向南南西轉南南東再轉東南再轉東北東經喀哩後可前往吳厝南部、柳樹湳、霧峰並止於省道台3線路口。
區道中110線（溪南路一段671巷、環中路八段787巷）是溪埧至坑口的道路，其西側端點位於本地區南部的市道127號路口。由此向東轉東南再轉東出境後，可前往吳厝、柳樹湳、霧峰的坑口聚落並止於省道台3線路口。
區道中111線（溪南路一段605巷、溪南路一段671巷、溪南路一段671巷108弄、太明路成豐巷）是東園至北勢的道路，其北側端點位於本地區南部的市道127號路口。由此向東南至區道中110線路口，轉東與其共線一小段路後，轉南南東獨行至國道3號烏日交流道前轉東中斷，跳過環中路後轉南南東出境，可前往喀哩東部，再轉西繞ㄈ字形可前往丁臺的北勢聚落並止於區道中116線路口。
區道中115線（福泰街）是東園至北勢的道路，其北側端點位於本地區東北部的市道127號路口。由此向東轉東北東出境後，轉東南可前往吳厝、柳樹湳西端、丁臺並止於北勢聚落區道中116線路口。

## 學校
- 溪南國中
- 東園國小